# Vlagyimir Jurcsenko
Vlagyimir Vasziljevics Jurcsenko (fehéroroszul: Уладзімір Васілевіч Юрчанка; oroszul: Владимир Васильевич Юрченко; Mahiljov, 1989. január 26. –) fehérorosz labdarúgó, 2013 óta az élvonalbeli Sahcjor Szalihorszk középpályása.
Jurcsenko 2008. szeptember 9-én mutatkozott be hazája U21-es válogatottjában Litvánia ellen. Három meccsen a 2009-es U21-es labdarúgó-Európa-bajnokságon is pályára lépett hazája színeiben, de ezzel a három összecsapással véget is ért a torna nekik. 2009. augusztus 12-én Jurcsenko meglőtte első válogatott gólját, ő szerezte az osztrák U21-es válogatott elleni ifjúsági kontinensviadal-selejtező első gólját, végül 2–1-re győztek otthon. 2010. október 12-én a csatár kétszer is betalált az olaszoknak, a 3–0-s sikerrel kijutottak a 2011-es U21-es labdarúgó-Európa-bajnokságra.
2010. november 2-án behívták az Omán elleni barátságos mérkőzésre készülő felnőttválogatottba, de nem sokkal később megsérült és kikerült a keretből.
2011. június 10-én Jurcsenko bekerült a dániai 2011-es U21-es labdarúgó-Európa-bajnokságra készülő korosztályos válogatottba, de egy felkészülési összecsapáson megsérült, így lemaradt a tornáról. Az eseményen Alekszandr Perepecsko pótolta. Miután felépült, a 40. Touloni Ifjúsági Torna mindhárom csoporttalálkozóján részt vett. Bekerült a 2012-es londoni olimpiára készülő bő (43 játékos) keretbe, de nem került be a végső (18+4 tartalék) csapatba.